# Hăghig (gmina)
Hăghig – gmina w Rumunii, w okręgu Covasna. Obejmuje miejscowości Hăghig i Iarăș. W 2011 roku liczyła 2315 mieszkańców.